# A térdnadrágos detektívek
A térdnadrágos detektívek Thomas Brezina (1963–) osztrák szerző legismertebb és legsikeresebb sorozata[forrás?].
Eredeti címe: Die Knickerbocker-Bande. Az első kötetek 1990-ben jelentek meg Ausztriában, Magyarországon 1995-ben. Az első könyveket a Kellermayer Könyvkiadó adta ki. Az első könyv címe: A hószörny rejtélye, amely a csapat alakulásáról szól. A második kötet az Amadeus, az ufó címet viseli. A Magyarországon harmadik kötetének, a Bajorvirsli-vámpírok éjszakájának az a különlegessége, hogy Ausztriában a sorozat 11. kötete. Ez annak köszönhető, hogy Brezina kötetei között nincs olyan szoros összefüggés. Ezt használta ki a Deák és Társa könyvkiadó.
A következő, Magyarországon megjelenő kötet Az arc nélküli ember volt. Ezt már a Deák és Társa adta ki, 2002-ben. Ez a kötet a sorozat 45. kötete. Ezt még további két kötet követte: A sárga csuklyák titka (34.) és A vörös múmia bosszúja (17.). A sorozat negyedik része, A szultán kardja (15.) már nem jelent meg. A kiadó eleinte nem vette át az eredeti rajzokat, ezeket magyar illusztrátorokkal készítette el: Mohó Virággal és Vass Petrával.
A következő könyvek 2006-ban jelentek meg: A pokoli szalamandrák háza (38.) és Az iskola fantomja (6.) címmel. Ezeket a köteteket már az eredeti alakban és a eredeti illusztrációkkal (Jan Brick német illusztrátor rajzaival) adták ki – miután a sorozat Ausztriában is arculatváltozáson ment át. Ennek a sorozatrésznek a harmadik kötete a 2007-ben jelent meg A piramis lánya. címmel (ez az eredeti sorozat 62. része) Ezenkívül a kiadó kiadta még a sorozat különkiadásait, Nyomozz magad! sorozatcímen. Ennek négy kötete jelent meg, sorrendben: A megmérgezett delfin, Fékezd meg dr. Medúzát! (A detektív te vagy!), A kísértet-orgona, Amikor a farkasember üvölt.
Ausztriában a sorozatnak eddig 65 kötete, és 22 különkiadása jelent meg.
Magyarul először A Knickerbocker-banda címen kezdték kiadni (Keller és Mayer, Bp., 1995), de néhány kötet után a sorozat megszakadt. Másodjára A térdnadrágos detektívek kalandjai címen indult a sorozat, ez a 2. után Térdnadrágos detektívek klubja címen folytatódott. Összesen 15 kötet jelent meg (a pápai Deák kiadó gondozásában, a cég neve 2010-ben Tudatos Lépés Kft.-re változott).

## Magyarul

### A térdnadrágos detektívek kalandjai/Térdnadrágos detektívek klubja
- A Knickerbocker-banda; ford. Kellermayer Zita; Keller és Mayer, Bp., 1995
  - 1. A Hószörny rejtélye. Kaland Tirolban. 1. kaland
  - 2. Amadeus, az ufó. Kaland Salzburgban. 2. kaland
  - 3. A bajorvirsli-vámpírok éjszakája. Kaland Bajorországban. 3. kaland
- A térdnadrágos detektívek kalandjai / Térdnadrágos detektívek klubja; Deák, Pápa, 2002–2009; Tudatos Lépés Kft., Pápa, 2010–2011
  - (A Knickerbocker-banda címen is)
- A sárga csuklyák titka. A floridai kaland; ford. Havas Zsuzsanna; Deák, Pápa, 2002 (A térdnadrágos detektívek kalandjai)
- A vörös múmia bosszúja; ford. Havas Zsuzsanna; Deák, Pápa, 2002 (A térdnadrágos detektívek kalandjai)
- Fékezd meg dr. Medúzát! A detektív te vagy!; ford. Schaufler Jurányi Andrea; Deák, Pápa, 2005 (Térdnadrágos detektívek klubja)
- A megmérgezett delfin. 15 megoldásra váró rejtély; ford. Schaufler Jurányi Andrea; Deák, Pápa, 2005 (Térdnadrágos detektívek klubja)
- Amikor a farkasember üvölt. 18 megoldásra váró rejtély; ford. Schaufler Jurányi Andrea; Deák, Pápa, 2006 (Térdnadrágos detektívek klubja)
- A pokol szalamandráinak háza; ford. Havas Zsuzsanna; Deák, Pápa, 2006 (Térdnadrágos detektívek klubja)
- Az iskola fantomja; ford. Havas Zsuzsanna; Deák, Pápa, 2006 (Térdnadrágos detektívek klubja)
- A kísértet-orgona. 13 megoldásra váró rejtély; ford. Schaufler Jurányi Andrea; Deák, Pápa, 2006 (Térdnadrágos detektívek klubja)
- Szellemek a kollégiumban; ford. Havas Zsuzsanna; Deák, Pápa, 2007 (Térdnadrágos detektívek klubja)
- A piramis lánya; ford. Havas Zsuzsanna; Deák, Pápa, 2007 (Térdnadrágos detektívek klubja)
- Az utolsó sárkányok kincse; ford. Havas Zsuzsanna; Deák, Pápa, 2008 (Térdnadrágos detektívek klubja)
- A varázsló tornya; ford. Havas Zsuzsanna; Deák, Pápa, 2008 (Térdnadrágos detektívek klubja)
- Az aranykígyó üvöltése; ford. Havas Zsuzsanna; Deák, Pápa, 2009 (Térdnadrágos detektívek klubja)
- Visszatér az iskola fantomja; ford. Havas Zsuzsanna; Tudatos Lépés Kft., Pápa, 2010 (Térdnadrágos detektívek klubja)
- A sztár amulettje; ford. Havas Zsuzsanna; Tudatos Lépés Kft., Pápa, 2010 (Térdnadrágos detektívek klubja)